# HBW Balingen-Weilstetten
L'Handball Balingen-Weilstetten e.V. è una squadra di pallamano tedesca avente sede a Balingen.

È stata fondata nel 2002.

Disputa le proprie gare interne presso la Sparkassen-Arena di Balingen la quale ha una capienza di 2.300 spettatori.